# アラハバキ
アラハバキは、主に東北地方から関東地方で信仰されてきた神である。

## 概要
記紀神話や伝統的な民話などに登場しない謎の神で諸説あるが、「荒覇吐」「荒吐」「荒脛巾」「阿良波々岐」などと表示され、現代でも全国各地の神社でひっそり祀られている。但し、客人神（門客神）となっている例が多い。これは、「元々は主神だったのが、客人（まれびと、まろうど）の神に主客転倒したもの」といわれる（cf. 地主神）。
神社では、脛（はぎ）に佩く「脛巾（はばき）」の神、また「足の神」とされてきた。（多賀城市の荒脛巾神社の祭神「おきゃくさん」は、旅人らから脚絆等を奉げられてきたが、下半身全般をも癒すとされ、男根像も奉げられる。（cf. 金精神））
明治の神仏分離以降、各神社の祭神は記紀神話の神々に比定され変更されたが、荒脛巾の場合は「脛」の字も相まって、大和王朝（神武天皇）に敗れた側の「長脛彦」とされることがある。
古史古伝『東日流外三郡誌』の影響力が強く、偽書とされながらも、その後、アラハバキ「縄文の神」説、「蝦夷の神」説は定着している。遮光器土偶のイメージとしても世間には広まった。
ウェブの言説などでは、「瀬織津姫」や「大元帥明王」らとの習合もみられるが、これらのシンクレティズムが昔日からのものか、現在進行形なのか、明確ではない。

## 諸説

### 女陰説
倶知安のアイヌの酋長によると、アイヌの古語でクナトは男根、アラハバキは女陰の意味で、本来一対のものだったという。ちなみに、神社の鳥居は女性の生殖器を象徴しているという説もある。

### 蛇神説
柳田國男の『石神問答』等でも既に示唆されていたが、吉野裕子は、蛇を祖霊とする信仰の上に五行説が取り入れられたものとする。「ハバキ」の「ハハ」は蛇の古語であり、「ハハキ」とは「蛇木（ははき）」あるいは「竜木（ははき）」であり、直立する樹木は蛇に見立てられ、古来祭りの中枢にあったという。
伊勢神宮には「波波木（ははき）神」が祀られているが、その祀られる場所は内宮の東南、つまり「辰巳」の方角、その祭祀は6、9、12月の18日（土用にあたる）の「巳の刻」に行われるという。「辰」＝「竜」、「巳」＝「蛇」として、蛇と深い関わりがあるとする。ちなみに、「波波木神」が後に「顕れる」という接頭語が付いて、「顕波波木神」になり、アレが荒に変化してハハキが取れたものが荒神という説。

### 塞の神説
宮城県にある多賀城跡の東北に荒脛巾神社がある。多賀城とは、奈良・平安期の朝廷が東北地方に住んでいた蝦夷を制圧するために築いた拠点である。谷川健一によれば、これは朝廷が外敵から多賀城を守るために荒脛巾神を祀ったとしている。朝廷にとっての外敵とは当然蝦夷である。つまりこれは荒脛巾神に「塞の神」としての性格があったためと谷川は述べている。
さらに谷川は、朝廷の伝統的な蝦夷統治の政策は「蝦夷をもって蝦夷を制す」であり、もともと蝦夷の神だったのを、多賀城を守るための塞の神として祀って逆に蝦夷を撃退しようとしたのだという。また、衛視の佩く脛巾からアラハバキの名をつけたともいっている。

### 製鉄民説
先の、多賀城跡近くにある荒脛巾神社には鋏が奉納され、さらに鋳鉄製の灯篭もあるという。多賀城の北方は砂金や砂鉄の産出地であり、後述する氷川神社をも鉄と関連付ける説がある。
近江雅和は門客人神はアラハバキから変容したものであると主張、その門客人神の像は片目に造形されていることが多いことと、片目は製鉄神の特徴とする説があることを根拠として、近江は「アラ」は鉄の古語であると主張し、山砂鉄による製鉄や、その他の鉱物を採取していた修験道の山伏らが荒脛巾神の信仰を取り入れたのだという。また足を守るための「脛巾」を山伏が神聖視していたと主張、それが、荒脛巾神が「お参りすると足が良くなる」という「足神」様に変容した原因だろうと推測している。
真弓常忠は先述の「塞の神」について、本来は「サヒ（鉄）の神」の意味だったと述べていて、もしその説が正しければ「塞の神」と製鉄の神がここで結びつくことになる。

### 氷川神社との関係
荒脛巾神が「客人神」として祀られているケースは、埼玉県さいたま市大宮区の氷川神社でも見られる。この摂社は「門客人神社」（氷川神社#摂社参照）と呼ばれるが、元々は「荒脛巾（あらはばき）神社」と呼ばれていた。だが、現在の氷川神社の主祭神は出雲系であり、武蔵国造一族とともにこの地に乗り込んできたものである。これらのことを根拠として、荒脛巾神は氷川神社の地主神で先住の神だとする説もある。
一方アラハバキを客人神として祀る神社は武蔵を始め、三河、出雲、伊予にも点在するため、武蔵先住の神と見ることはできない。出雲の佐太神社や出雲大社は出雲国造と、伊予は小市国造・風速国造と、三河は三川蘰連と、氷川神社は武蔵国造とそれぞれ関連し、これら諸氏はいずれも製鉄氏族の物部氏と同族であった。陸奥にある丹内山神社は、神体がアラハバキ大神の巨石（胎内石）という巨石とされ、当地の物部氏が関与したと伝わる。
この大宮を中心とする氷川神社群（氷川神社、中氷川神社、女氷川神社に調神社、宗像神社、越谷の久伊豆神社まで含めたもの）はオリオン座の形に並んでおり、脇を流れる荒川を天の川とすれば、ちょうど天を映した形になっているとみる説もある。氷川神社は延喜式に掲載されている古社ではあるが、氷川神社の主祭神がスサノオであるという明確な記述は江戸時代までしか遡れない。

### 砥鹿神社
砥鹿神社奥宮末社に荒羽々気神社がある。名称こそアラハバキだが、祭神は大己貴命の荒魂としている。

### 金吾龍神社
金吾龍神社では奥宮に荒波々幾大神（あらはばきのおおかみ）を祀っている。同社によれば、アラハバキ信仰の始まりは縄文時代中期～後期の北海道にあり、縄文時代後期に、南下する形で日本全土に広がっていったものとしている。弥生時代以降、稲作信仰の広まりとともにアラハバキを祀る神社は激減、中世には信仰自体が消滅寸前となるも、大水口宿禰の後裔が庇護することによって今に至るとしている。